# Eupithecia anemica
Eupithecia anemica es una especie de polilla de la familia Geometridae. La especie fue descrita por primera vez por Jaan Viidalepp habiendo sido descrita en 1996, con distribución en las montañas del sur de Kazajistán, Uzbekistán, Tayikistán y Pakistán. El holotipo de la especie fue descrita en los montes de Zeravshanski y Zailiyskiy Alatau a aproximadamente 2000 metros (6561,7 pies).
Son polillas de pequeño tamaño con una envergadura de las alas de unos 12 a 15 milímetros (0,5 a 0,6 plg). Por su distribución, es a veces confundida con la especie Eupithecia tabestana de las Himalayas de Pakistán. La diferencia es que E. anemica cuenta con líneas transversales mediales y puntos discales en las alas anteriores. La diferencia principal, como de costumbre, se encuentra a nivel de su aparato reproductor: el macho E. anemica cuenta con uncus corto, una válvula también corta y un ápice más estrecho.